# Hotel Adlon

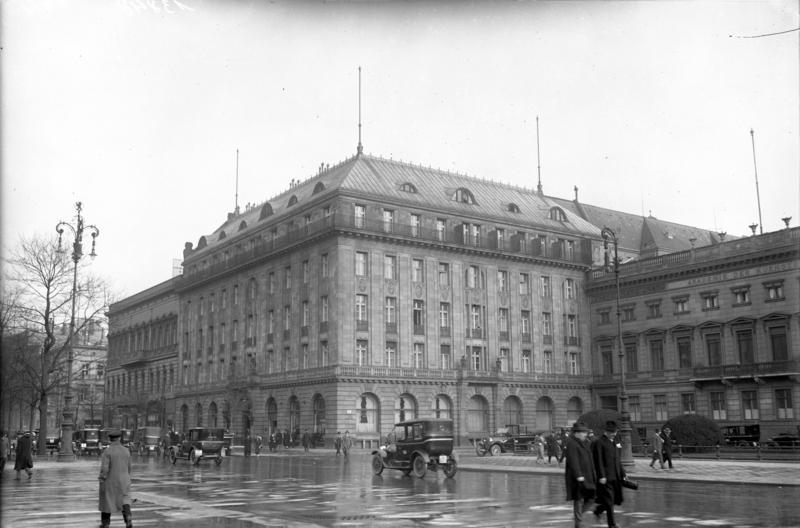
El original Hotel Adlon, en 1926

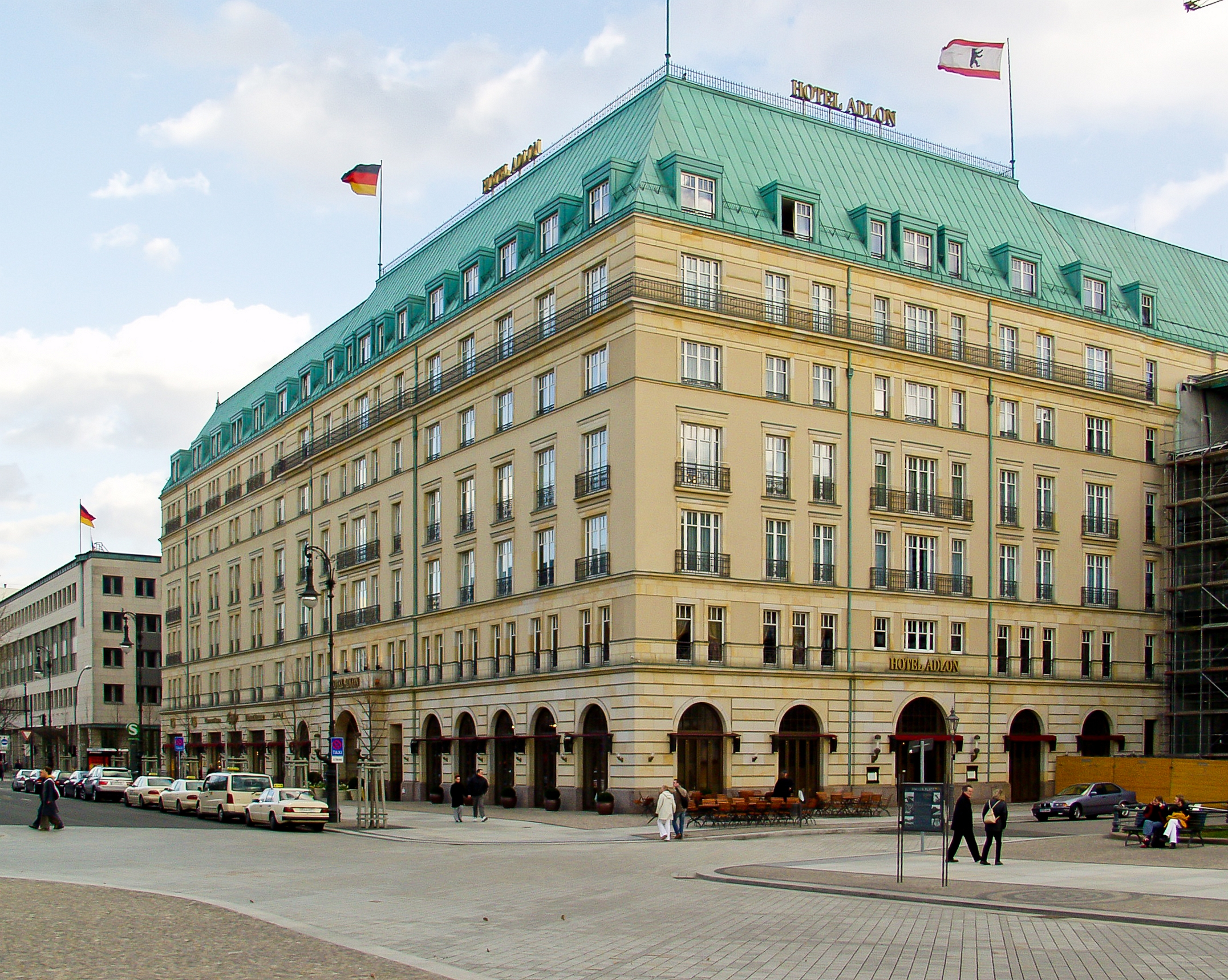
El Hotel Adlon en 2004

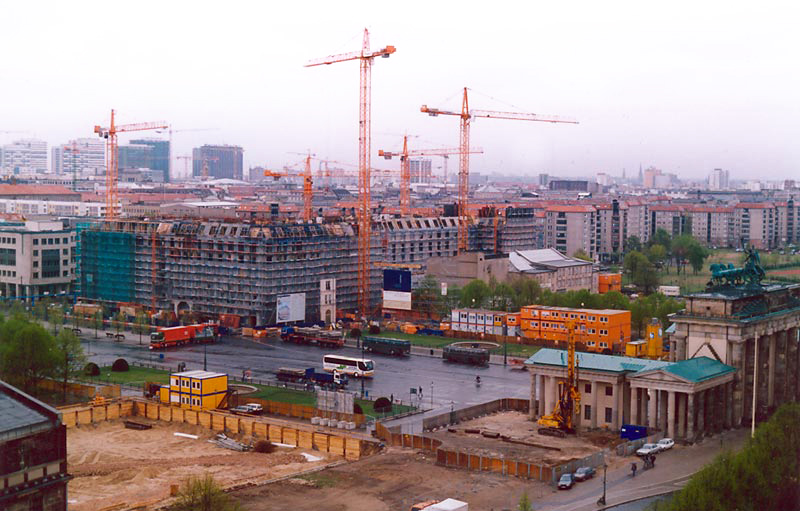
El Hotel Adlon en reformas en 1995

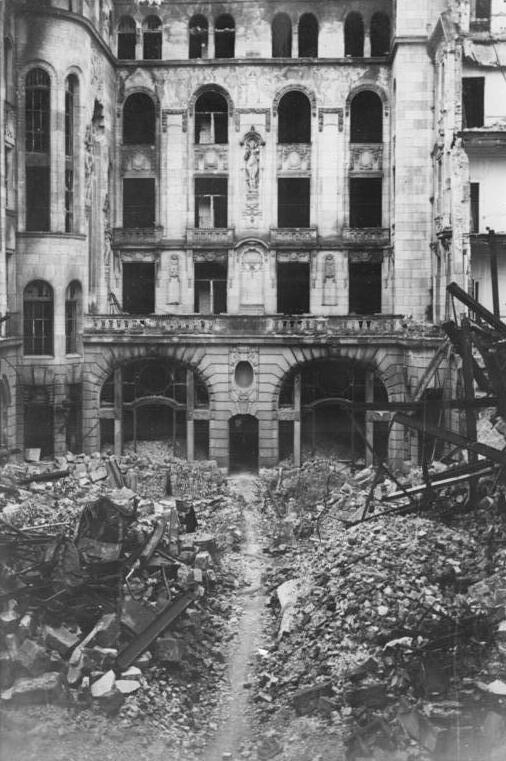
El Hotel Adlon en 1945

Hotel Adlon es un clásico hotel situado en el bulevar Unter den Linden de Berlín frente a la Puerta de Brandenburgo, cerca del Checkpoint Charlie y del
Monumento a los judíos de Europa asesinados. 

## 1907-1945
Construido en 1907 por el hombre de negocios Lorenz Adlon. El Kaiser Guillermo II intervino para que se usara el predio donde se levantaba un palacio de Karl Friedrich Schinkel.
El Adlon fue uno de los más famosos hoteles de Europa que inspiró la película Gran Hotel (1932) con Greta Garbo, Joan Crawford y John Barrymore.
Entre sus visitantes se contaron Louise Brooks, Charlie Chaplin, Herbert Hoover, Josephine Baker y Marlene Dietrich. Favorito de diplomáticos, gobernantes y periodistas.
Durante la Segunda Guerra Mundial fue hotel y hospital y sobrevivió a la mayoría de los ataques hasta la noche del 2 de mayo de 1945, cuando se incendió.

## 1945-1984
Fue abandonado por las autoridades de Alemania Oriental y en 1964 la fachada se reconstruyó. Hacia 1970 fue posada para estudiantes y en 1984 demolido.

## 1997-presente
Con la reunificación alemana fue reconstruido y reinaugurado en 1997 como Hotel Adlon Kempinski Berlin.
En noviembre de 2002, el cantante estadounidense Michael Jackson mostró a su hijo recién nacido por el balcón de una de las suits, creando una gran polémica.

## Films
- Gran Hotel (1932) con Garbo, Barrymore, Crawford.
- Hotel Adlon (1955) de Josef von Báky con Werner Hinz como Lorenz Adlon.
- In der glanzvollen Welt des Hotel Adlon (1996) (TV) de Percy Adlon.
- Adlon verpflichtet – Geschichte und Geschichten eines Hotels (2007) de Dagmar Wittmers
- Unknown Identity (USA/Deutschland, 2011) con Liam Neeson y Diane Kruger.

## Literatura en alemán
- Hedda Adlon: Hotel Adlon, das Berliner Hotel, in dem die große Welt zu Gast war. Wilhelm Heyne Verlag 2003, ISBN 3-453-00926-6
- Laurenz Demps, Carl-Ludwig Paeschke: Das Hotel Adlon. Nicolai-Verlag, Berlín 2004, ISBN 3-87584-130-1
- Jürgen Ebertowski: Unter den Linden Nummer Eins. Der Roman des Hotel Adlon., Bvt Berliner Taschenbuch Verlag, ISBN 3-8333-0469-3
- Jürgen W. Schmidt: Prinz Joachim Albrecht von Preußen und der Zwischenfall im Berliner Hotel „Adlon“ vom März 1920
- Jahr100Buch, 100 Jahre Hotel Adlon, Hotel Adlon Kempinski, Berlín, 27. Februar 2007